# Internationale Gartenausstellung
Internationale Gartenausstellung — международная выставка садоводства в Эрфурте (Тюрингия).

## История

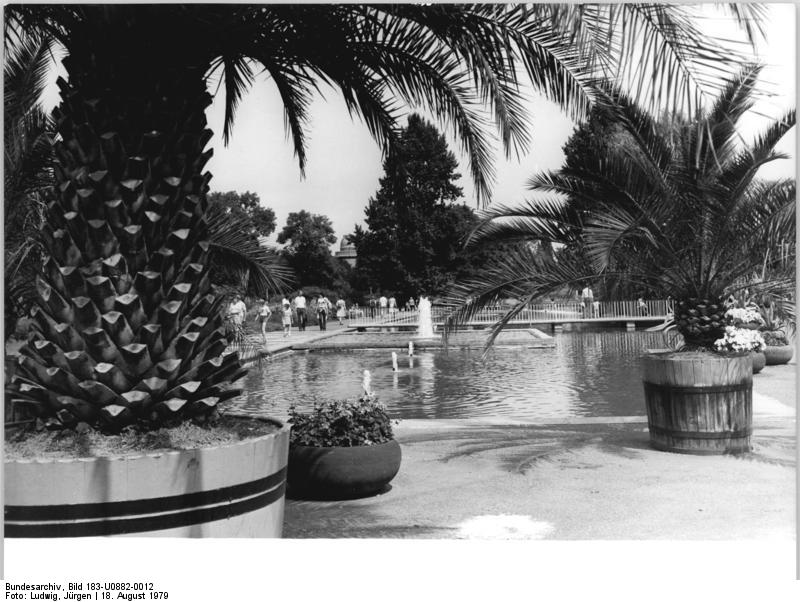
тропические пальмы на выставке 1979 года (август 1979)

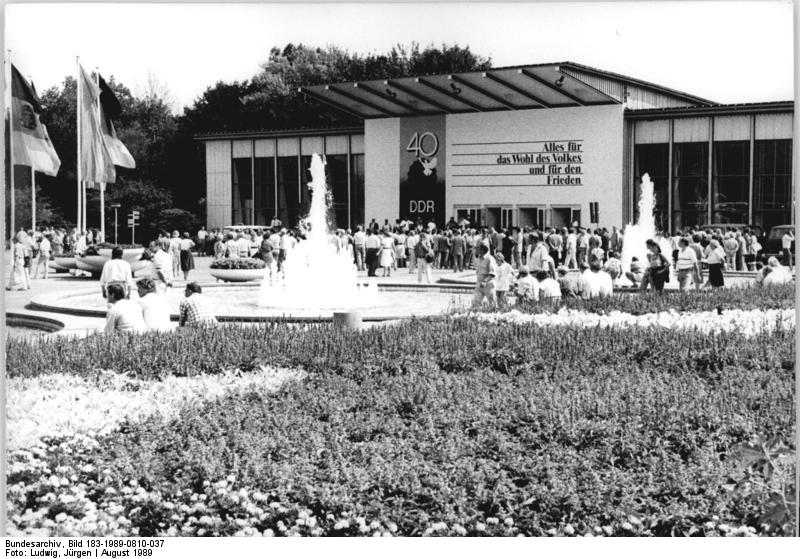
павильон ГДР на выставке «IGA-89» (август 1989)

Со времён Средневековья в городе Эрфурт очень сильны традиции садоводства и цветоводства. По этой причине Эрфурт на протяжении длительного времени известен под названием «Город цветов» (нем. Blumenstadt).
В 1838 году прусские власти избрали Эрфурт местом проведения первой всегерманской выставки садоводства (которая была проведена 9 — 17 сентября 1865 года под названием «Allgemeine Deutsche Gartenbauausstellung»).
После объединения Германии в 1871 году находившаяся в Эрфурте крепость Кириаксбург утратила прежнее значение, но во время первой мировой войны она продолжала использоваться для подготовки войск. В соответствии с условиями Версальского мирного договора началась демилитаризация Германии, численность рейхсвера была ограничена, территория признанных избыточными военных объектов была перепрофилирована под контролем наблюдателей Антанты.
В 1924 году в Эрфурте был основан Институт овощеводства и декоративного цветоводства.
В 1950 году проведение выставки возобновили под наименованием «Эрфурт цветёт». В 1958 году на уровне СЭВ было принято решение о создании Международной садовой выставки. Началась подготовка к проведению выставки, которая прошла под названием «IGA» с 23 апреля до 15 октября 1961 года). В дальнейшем, эта выставка стала крупнейшей выставкой достижений социалистических стран в сфере цветоводства, плодоводства и овощеводства, а также виноградарства.
Осенью 1972 года здесь состоялась специализированная выставка роз, в которой участвовали 11 стран Европы. Одновременно с выставкой проходили симпозиум садоводов и выставка садово-огородного оборудования стран СЭВ.
Выставка способствовала дальнейшему развитию традиций цветоводства и повышению известности Эрфурта на международном уровне (уже в 1981 году цветоводы Эрфурта экспортировали семена цветов в 40 стран мира).
Осенью 1989 года года состоялась «IGA-89», в которой приняли участие Венгрия, Вьетнам, ГДР, Польша, Румыния, СССР и Чехословакия. В советском павильоне были представлены экспонаты от научно-производственных объединений, научно-исследовательских учреждений, опытных станций, совхозов, колхозов, предприятий пищевой промышленности и Центросоюза из десяти республик СССР, получившие восемь золотых медалей (их получили новые сорта роз, две коллекции гвоздик и астра НИИ садоводства им. И. В. Мичурина), медалью признания была награждена новая форма гладантеры, выведенная в Главном ботаническом саду АН СССР.
На рубеже 1989—1990 гг. выставка занимала площадь 104 гектара, на которой располагались 18 павильонов, теплицы, выставочные площадки и стенды для показа сельскохозяйственных машин и оборудования, а также пешеходные дорожки, цветочные клумбы, газоны и другие элементы садово-парковой архитектуры.
После объединения Германии в 1990 году комплекс был реорганизован, в 1992 году здесь были открыты городской парк и Немецкий музей садоводства, но проведение выставки было продолжено.